# Rahona
Rahona is een geslacht van vlinders van de familie spinneruilen (Erebidae), uit de onderfamilie Lymantriinae.

## Soorten
- R. albilunula (Collenette, 1936)
- R. albimaculata Dall'Asta, 1981
- R. bicornuta Dall'Asta, 1981
- R. brunnea Dall'Asta, 1981
- R. brunneicubitata Dall'Asta, 1981
- R. caeruleibasalis Dall'Asta, 1981
- R. collenettei Dall'Asta, 1981
- R. compseuta (Collenette, 1939)
- R. hayesi Dall'Asta, 1981
- R. hecqui Dall'Asta, 1981
- R. hypnotoides (Collenette, 1957)
- R. ladburyi (Bethune-Baker, 1911)
- R. nigrofumata Dall'Asta, 1981
- R. seitzi (Hering, 1926)
- R. stauropa Dall'Asta, 1981
- R. stauropoeides (Collenette, 1960)
- R. subzairensis Dall'Asta, 1981
- R. unica Dall'Asta, 1981
- R. watsoni Dall'Asta, 1981
- R. zairensis Dall'Asta, 1981